# نهرعنبر (مقاطعة دهلران)
نهرعنبر (بالفارسية: نهرعنبر) هي قرية تقع في قسم نهرعنبر الريفي (مقاطعة دهلران) في إيران. يقدر عدد سكانها بـ 0 نسمة بحسب إحصاء 2016.